# Línea 5 (TUVISA)
La Línea 5 de TUVISA de Vitoria une el este y el oeste de la ciudad mediante el centro de la misma. 

## Características
Esta línea conecta el Barrio de Salburua en el este de Vitoria con el de Elejalde que se encuentra en la zona oeste de la ciudad. Esta línea cuenta con varias extensiones, la Línea 5A: Salburua-Asteguieta y la Línea 5B: Salburua-Júndiz, que comparten recorrido y paradas con la Línea 5 en el itinerario de ida hasta la parada de 'Bremen/Düsseldorf' y en el de vuelta comparten el recorrido y las paradas desde la de 'Bremen 15'. A su vez, en el Polígono de Júndiz, opera la Lanzadera Júndiz Norte.
La línea entró en funcionamiento a finales de octubre de 2009, como todas las demás líneas de TUVISA, cuando el mapa de transporte urbano en la ciudad fue modificado completamente, denominándose inicialmente 'Salburua-Sansomendi'. La línea amplio brevemente su recorrido por el Barrio de Salburua en septiembre de 2012. Un año más tarde, la línea llegó hasta el Barrio de Elejalde, con lo que recibe desde entonces la denominación actual.

### Frecuencias
| de lunes a viernes laborables |        |
| 5:10, 5:30, 6: 00, 6:10, 6:30 |        |
| de 6:50 a 21:10               | 10 min |
| 21:30, 21:40, 22:00           |        |
| sábados laborables            |        |
| de 7:00 a 23:00               | 15 min |
| domingos y festivos           |        |
| de 8:00 a 22:00               | 20 min |
| laborables agosto             |        |
| de 7:00 a 22:15               | 15 min |

| de lunes a viernes laborables |        |
| 5:30, 6:10, 6:20              |        |
| de 6:50 a 21:00               | 10 min |
| 21:20, 21:40, 22:00 , 22:17   |        |
| sábados laborables            |        |
| de 6:55 a 23:10               | 15 min |
| domingos y festivos           |        |
| de 8:00 a 22:00               | 20 min |
| 22:20 Hasta Prado             |        |
| laborables agosto             |        |
| de 6:55 a 22:10               | 15 min |

## Recorrido

### Recorrido de ida
La Línea comienza su recorrido en la Avenida de Bruselas, en la zona de la localidad de Elorriaga, gira a la derecha por el Bulevar de Salburua, el cual abandona al acceder a Juan Carlos I. Gira a la izquierda y se encuentra en la Calle Madrid. En un nudo de calles, accede a la Calle Valladolid y posteriormente a Reyes de Navarra. Tras un breve paso por Portal de Villarreal, entra a Reyes Católicos, que le lleva hasta Simón de Anda y la Calle Basoa. En este punto gira a la izquierda hacia la Avenida de Gasteiz y después a Beato Tomás de Zumárraga y seguidamente a la Avenida de los Huetos. En su parte final del recorrido entra a la Calle Bremen gira en la rotonda accediendo de nuevo a la Calle Bremen, finalizando su recorrido de ida en una parada terminal.

### Recorrido de vuelta
El recorrido comienza en la parada terminal de Elejalde, donde la Extensión a Asteguieta (L5A) y la Extensión a Júndiz (L5B) se reincorporan al recorrido. Gira a la derecha para acceder a la Avenida de los Huetos y desde aquí la línea sigue recto hasta Beato Tomás de Zumárraga, donde desemboca en Pedro Asúa y desde ahí a la Calle Adriano VI. En la Plaza Lovaina, la Línea entra en el centro de Vitoria por Calle Magdalena, Prado (donde tiene una parada de regulación horaria), Plaza de La Virgen Blanca, Mateo Moraza y Calle Olaguíbel. Esta última vía, le lleva a desembocar a la Avenida de Judizmendi, donde al final de la misma gira a la derecha y entra a la Calle Valladolid. En un puente accede a la Calle Madrid y encara la Avenida de Juan Carlos I. Tras girar a la derecha la línea entra en el Bulevar de Salburua y en la Plaza de la Unión, tras girar a la izquierda, alcanza el punto inicial, con la parada terminal de Salburua

### Barrios atendidos
Esta línea y sus extensiones atiendes los siguientes barrios y zonas de Vitoria.
- Salburua - Arkaiate
- Elorriaga (concejo)
- Salburua
- Aranzabela
- Aranbizkarra
- Arana
- Judimendi
- Zaramaga
- Desamparados
- Casco Histórico
- El Pilar
- Lovaina
- San Martín
- Avenida Gasteiz
- Txagorritxu-Gazalbide
- Sansomendi
- Ali (concejo)
- Zabalgana - Elejalde
- Polígono Industrial de Ali-Gobeo (Líneas 5A y 5B)
- Gobeo (concejo/Línea 5A)
- Astegieta (concejo/Línea 5A)
- Polígono Industrial de Jundiz (Líneas 5B y 5C)
- Aríñez (concejo/Línea 5B)

## Paradas
| KBHFa |

| HST |

| HST |

| HST |

| HST |

| SBRÜCKE |

| HST |

| HST |

| HST |

| HST |

| HST |

| HST |

| HST |

| TRAM |

| HST |

| HST |

| HST |

| HST |

| STRo |

| HST |

| HST |

| HST |

| KBHFe |

| KBHFa |

| HST |

| HST |

| HST |

| HST |

| SBRÜCKE |

| HST |

| HST |

| HST |

| HST |

| HST |

| HST |

| HST |

| TRAM |

| HST |

| HST |

| HST |

| HST |

| STRo |

| HST |

| HST |

| HST |

| KBHFe |

| KBHFa |

| HST |

| HST |

| HST |

| HST |

| SBRÜCKE |

| HST |

| HST |

| HST |

| HST |

| HST |

| HST |

| HST |

| TRAM |

| HST |

| HST |

| HST |

| HST |

| STRo |

| HST |

| HST |

| HST |

| KBHFe |

| KBHFa |

| HST |

| HST |

| HST |

| HST |

| SBRÜCKE |

| HST |

| HST |

| HST |

| HST |

| HST |

| HST |

| HST |

| TRAM |

| HST |

| HST |

| HST |

| HST |

| STRo |

| HST |

| HST |

| HST |

| KBHFe |

| KBHFa |

| HST |

| HST |

| HST |

| STRo |

| HST |

| HST |

| HST |

| HST |

| HST |

| BHF |

| HST |

| HST |

| HST |

| HST |

| HST |

| HST |

| STRo |

| SBRÜCKE |

| HST |

| HST |

| HST |

| HST |

| HST |

| KBHFe |

| KBHFa |

| HST |

| HST |

| HST |

| STRo |

| HST |

| HST |

| HST |

| HST |

| HST |

| BHF |

| HST |

| HST |

| HST |

| HST |

| HST |

| HST |

| STRo |

| SBRÜCKE |

| HST |

| HST |

| HST |

| HST |

| HST |

| KBHFe |

| KBHFa |

| HST |

| HST |

| HST |

| STRo |

| HST |

| HST |

| HST |

| HST |

| HST |

| BHF |

| HST |

| HST |

| HST |

| HST |

| HST |

| HST |

| STRo |

| SBRÜCKE |

| HST |

| HST |

| HST |

| HST |

| HST |

| KBHFe |

| KBHFa |

| HST |

| HST |

| HST |

| STRo |

| HST |

| HST |

| HST |

| HST |

| HST |

| BHF |

| HST |

| HST |

| HST |

| HST |

| HST |

| HST |

| STRo |

| SBRÜCKE |

| HST |

| HST |

| HST |

| HST |

| HST |

| KBHFe |